# Ausztrália az 1984. évi téli olimpiai játékokon
Ausztrália a jugoszláviai Szarajevóban megrendezett 1984. évi téli olimpiai játékok egyik részt vevő nemzete volt. Az országot az olimpián 5 sportágban 10 sportoló képviselte, akik érmet nem szereztek.

## Alpesisí
Férfi
| Versenyző     | Versenyszám      | 1. futam | 1. futam | 2. futam | 2. futam | Összesítés | Összesítés |
| Versenyző     | Versenyszám      | Idő      | Hely.    | Idő      | Hely.    | Idő        | Helyezés   |
| ------------- | ---------------- | -------- | -------- | -------- | -------- | ---------- | ---------- |
| Alistair Guss | Lesiklás         |          |          |          |          | 1:50,57    | 34.        |
| Steven Lee    | Lesiklás         |          |          |          |          | 1:48,02    | 19.        |
| Steven Lee    | Óriás-műlesiklás | 1:28,76  | 36.      | kizárták | kizárták | kiesett    | kiesett    |

Női
| Versenyző    | Versenyszám | Eredmény | Helyezés |
| ------------ | ----------- | -------- | -------- |
| Marilla Guss | Lesiklás    | 1:19,75  | 28.      |

## Biatlon
| Versenyző   | Versenyszám  | Lövőhiba | Időeredmény | Helyezés |
| ----------- | ------------ | -------- | ----------- | -------- |
| Andrew Paul | 10 km sprint | 3        | 36:32,4     | 50.      |
| Andrew Paul | 20 km egyéni | 5        | 1:26:38,7   | 47.      |

## Gyorskorcsolya
Férfi
| Versenyző     | Versenyszám | Eredmény | Helyezés |
| ------------- | ----------- | -------- | -------- |
| Colin Coates  | 1500 m      | 2:08,13  | 37.      |
| Colin Coates  | 5000 m      | 7:38,08  | 25.      |
| Colin Coates  | 10 000 m    | 15:21,73 | 22.      |
| Mike Richmond | 500 m       | 39,47    | 22.      |
| Mike Richmond | 1000 m      | 1:19,53  | 27.      |
| Mike Richmond | 1500 m      | 2:04,62  | 34.      |

## Műkorcsolya
| Versenyző        | Versenyszám  | Kötelező elemek   | Kötelező elemek | Kötelező elemek | Rövid program     | Rövid program | Rövid program | Kűr               | Kűr   | Kűr         | Összesítés         | Összesítés |
| Versenyző        | Versenyszám  | Több. hely. száma | Hely.           | Hely. pont.     | Több. hely. száma | Hely.         | Hely. pont.   | Több. hely. száma | Hely. | Hely. pont. | Helyezési pontszám | Helyezés   |
| ---------------- | ------------ | ----------------- | --------------- | --------------- | ----------------- | ------------- | ------------- | ----------------- | ----- | ----------- | ------------------ | ---------- |
| Cameron Medhurst | Férfi egyéni | 7×18+             | 19.             | 11,4            | 8×16+             | 16.           | 6,4           | 7×20+             | 20.   | 20,0        | 37,8               | 19.        |
| Vicki Holland    | Női egyéni   | 8×20+             | 20.             | 12,0            | 5×20+             | 20.           | 8,0           | 9×21+             | 21.   | 21,0        | 41,0               | 21.        |

## Sífutás
Férfi
| Versenyző    | Versenyszám | Eredmény  | Helyezés |
| ------------ | ----------- | --------- | -------- |
| Chris Allen  | 15 km       | 49:14,5   | 64.      |
| Chris Allen  | 30 km       | 1:45:07,7 | 59.      |
| Chris Allen  | 50 km       | 2:44:19,1 | 49.      |
| David Hislop | 15 km       | 47:25,5   | 59.      |
| David Hislop | 30 km       | 1:43:46,2 | 57.      |
| David Hislop | 50 km       | 2:39:53,1 | 48.      |